# Wagneriana hassleri
Wagneriana hassleri är en spindelart som beskrevs av Levi 1991. Wagneriana hassleri ingår i släktet Wagneriana och familjen hjulspindlar. Inga underarter finns listade i Catalogue of Life.